# خواکین وایلد
خواکین وایلد (انگلیسی: Joaquin Wilde؛ زادهٔ ۵ اکتبر ۱۹۸۶) کشتی‌گیر کشتی حرفه‌ای اهل ایالات متحده آمریکا است.